# Autobiografia di un perdigiorno
Autobiografia di un perdigiorno (A Little Learning: The First Volume of an Autobiography) è l'autobiografia incompiuta di Evelyn Waugh. Fu pubblicata nel 1964, due anni prima della sua morte avvenuta la domenica di Pasqua del 1966. 

## Tema
Il volume copre la gioventù e l'educazione dell'autore inglese. Il titolo proviene dalla nota citazione di Alexander Pope, contenuta nel suo Saggio sulla critica: "A little learning is a dang'rous thing".
Ritratto e specchio sincero, assieme divertito e divertente, di sé stesso e dei propri contemporanei, Waugh rievoca gli anni di gioventù a Oxford in tono satirico. Di molte persone conosciute, divenuti poi personaggi importanti nella società britannica, qui assumono nomi fittizi.

## Edizione italiana
- Autobiografia di un perdigiorno, collana Overlook, introduzione e trad. di Mario Fortunato, Milano-Firenze, Bompiani, 2021, ISBN 978-88-301-0179-1.